# Westfälische Landeszeitung
De Westfälische Landeszeitung – Rote Erde was een Duitse krant die van 30 januari 1934 tot 22 april 1945 dagelijks in Dortmund verscheen.
De krant was het ambtelijke orgaan van de Nationaalsocialistische Duitse Arbeiderspartij (NSDAP) en van alle autoriteiten van de gouw Westfalen-Süd, gevestigd in Bochum. Het was een combinatie van een orgaan voor officiële mededelingen en een partijkrant van de NSDAP, en weerspiegelde daarmee de overname van overheidsfuncties door deze partij.
De krant had de General-Anzeiger für Dortmund overgenomen, die van 21 april 1933 tot 29 januari 1934 verscheen met de ondertitel Rote Erde. Op zijn beurt was Rote Erde de partijkrant die voor de machtsovername tussen 2 februari 1931 en 2 mei 1933 dagelijks in Bochum werd uitgegeven door de Gauleiter Josef Wagner.

## Middelburg
Eind mei 1940 verscheen in de Westfälische Landeszeitung een interview van oorlogsverslaggever A. Zell met Jan van Walré de Bordes, burgemeester van Middelburg, over de verwoesting van Middelburg die op 17 mei 1940 had plaatsgevonden.